# Anthogorgia annectens
Anthogorgia annectens is een zachte koraalsoort uit de familie Acanthogorgiidae. De koraalsoort komt uit het geslacht Anthogorgia. Anthogorgia annectens werd in 1931 voor het eerst wetenschappelijk beschreven door Thomson & Dean. 